# Circonscription Sud-Ouest
La circonscription Sud-Ouest a été une des huit circonscriptions françaises aux élections européennes pour les élections du Parlement européen de 2004, 2009 et 2014. 
Créée en 2003, la circonscription Sud-Ouest regroupait trois régions d'alors : l'Aquitaine, le Languedoc-Roussillon, et le Midi-Pyrénées. 
Depuis 2016, et la modification des limites de plusieurs régions françaises, la circonscription Sud-Ouest correspond à la région Occitanie (région administrative), avec les cinq départements de l'ex-région Aquitaine soit le sud de la région Nouvelle-Aquitaine : départements Dordogne, Gironde, Landes, Lot-et-Garonne et Pyrénées-Atlantiques. 
Elle comptait 6 200 941 électeurs inscrits en 2009.
La circonscription Sud-Ouest a élu dix députés au Parlement européen, pour les mandats de 2004 à 2019, de 2009 à 2014, et de 2014 à 2019.

## Données géographiques
La circonscription Sud-Ouest couvre, depuis l'ensemble des Pyrénées françaises au Sud, l’isthme entre le golfe de Gascogne (Atlantique) et le golfe du Lion (Méditerranée). Ce territoire comprend l’essentiel du Bassin de la Garonne dont Bordeaux et Toulouse sont riveraines.
Près d'un tiers (33 %) de la population totale est situé dans les aires urbaines, respectives des trois métropoles régionales, Bordeaux, Toulouse et Montpellier. Les quatre autres aires urbaines de plus de 200 000 habitants, Bayonne, Pau, Perpignan, et Nîmes, regroupent 12 % de la population totale.
Concernant l'importance (électorale) des grandes villes définies en termes d'unité urbaine cette fois, la population des trois métropoles régionales représente 24 % de la population totale. Celle des quatre autres unités urbaines de plus de 100 000 habitants (Bayonne, Pau, Perpignan et Nîmes) en représente 7,6 %.
Population totale légale 2011 : 8 827 699, répartis comme suit :
- Aquitaine : 3 254 233
- Midi-Pyrénées : 2 903 420
- Languedoc-Roussillon : 2 670 046

## Liste des élus
| 2004                | 2004                 | 2009                         | 2009               | 2014             | 2014                 |
| ------------------- | -------------------- | ---------------------------- | ------------------ | ---------------- | -------------------- |
|                     | Kader Arif           |                              | Jean-Luc Mélenchon |                  | Jean-Luc Mélenchon   |
| Françoise Castex    |                      | Kader Arif                   |                    | Éric Andrieu     |                      |
| Robert Navarro      | Françoise Castex     |                              | Virginie Rozière   |                  |                      |
| Béatrice Patrie     |                      | José Bové                    |                    | José Bové        |                      |
|                     | Gérard Onesta        | Catherine Grèze              |                    | Robert Rochefort |                      |
|                     | Jean-Marie Cavada    |                              | Robert Rochefort   |                  | Michèle Alliot-Marie |
| Anne Laperrouze     |                      | Dominique Baudis             | Franck Proust      |                  |                      |
|                     | Alain Lamassoure     | Christine de Veyrac          |                    | Louis Aliot      |                      |
| Christine de Veyrac | Alain Lamassoure     | Joëlle Mélin                 |                    |                  |                      |
|                     | Jean-Claude Martinez | Marie-Thérèse Sanchez-Schmid | Édouard Ferrand    |                  |                      |

## Élections européennes de 2004

### Résultats
|             | Nombre    | % Inscrits | % Votants |
| ----------- | --------- | ---------- | --------- |
| Inscrits    | 5 775 540 | 100,00 %   |           |
| Abstention  | 3 142 077 | 54,40 %    |           |
| Votants     | 2 633 463 | 45,60 %    |           |
| Blancs/Nuls | 112 331   | 1,94 %     | 4,27 %    |
| Exprimés    | 2 521 132 | 43,66 %    | 95,73 %   |

| Liste                                                      | Tête de Liste         | Voix   | %Exprimés | Sièges |
| ---------------------------------------------------------- | --------------------- | ------ | --------- | ------ |
| Mouvement national républicain                             | Séverine Souville     | 8131   | 0,32 %    | 0      |
| Parti des travailleurs                                     | Sylvette Chevalier    | 20761  | 0,82 %    | 0      |
| Ligue communiste révolutionnaire                           | Alain Krivine         | 65073  | 2,58 %    | 0      |
| Union pour un mouvement populaire                          | Alain Lamassoure      | 382719 | 15,18 %   | 2      |
| Parti socialiste                                           | Kader Arif            | 777678 | 30,85 %   | 4      |
| Parti communiste français                                  | Cathy Polo            | 162854 | 6,46 %    | 0      |
| Front national                                             | Jean-Claude Martinez  | 220764 | 8,76 %    | 1      |
| Les régionalistes : Occitanie, Catalogne, Euskadi          | Christian Lacour      | 9249   | 0,37 %    | 0      |
| Europe Démocratie Espéranto                                | Thierry Saladin       | 3611   | 0,14 %    | 0      |
| Rassemblement des Contribuables Français                   | Philippe Roy          | 20550  | 0,82 %    | 0      |
| Mouvement pour la France                                   | Pierre Leconte        | 116173 | 4,61 %    | 0      |
| Chasse, pêche, nature et traditions                        | Robert Lafite         | 86588  | 3,43 %    | 0      |
| Les Verts                                                  | Gérard Onesta         | 209621 | 8,31 %    | 1      |
| Rassemblement pour la France et l'indépendance de l'Europe | William Abitbol       | 51834  | 2,06 %    | 0      |
| Vivre mieux avec l'Europe                                  | Nadine Langhi         | 3666   | 0,15 %    | 0      |
| Herritarren Zerrenda                                       | Mirentchu Laco        | 5157   | 0,20 %    | 0      |
| La France d'en bas                                         | Jean-Pierre Garrigues | 42011  | 1,67 %    | 0      |
| France Unie                                                | Élisabeth Patry       | 8      | 0,00 %    | 0      |
| Union pour la démocratie française                         | Jean-Marie Cavada     | 333828 | 13,24 %   | 2      |
| Diversité pour l'Europe                                    | Ousmane Cissé         | 395    | 0,02 %    | 0      |
| Parti humaniste                                            | Françoise Baritel     | 58     | 0,00 %    | 0      |
| Parti fédéraliste                                          | Ahmed Mansouri        | 83     | 0,00 %    | 0      |
| Pôle des libertés                                          | Denise Scheiwiller    | 9      | 0,00 %    | 0      |
| Alliance royale                                            | Alexandre Boyer       | 82     | 0,00 %    | 0      |
| Parti des socioprofessionnels                              | Rudi Sordes           | 69     | 0,00 %    | 0      |
| Jus Cogens                                                 | Christian Joubert     | 160    | 0,01 %    | 0      |

Source : ministère de l'Intérieur

### Élus

Panneaux électoraux dans le Sud-Ouest (à Castanet-Tolosan) pour les élections européennes de 2014.

| Nom                  | Liste          | Groupe parlementaire européen |
| -------------------- | -------------- | ----------------------------- |
| Kader Arif           | PS             | PSE                           |
| Françoise Castex     | PS             | PSE                           |
| Jean-Marie Cavada    | UDF            | ALDE                          |
| Alain Lamassoure     | UMP            | PPE                           |
| Anne Laperrouze      | UDF            | ALDE                          |
| Jean-Claude Martinez | Front national | Non-Inscrits                  |
| Gérard Onesta        | Les Verts      | Verts-ALE                     |
| Béatrice Patrie      | PS             | PSE                           |
| Michel Teychenné     | PS             | PSE                           |
| Christine de Veyrac  | UMP            | PPE                           |

Source : ministère de l'Intérieur

## Élections européennes de 2009
|                                   |              |              |                  |                    |                |
| Dominique Baudis                  | Kader Arif   | José Bové    | Robert Rochefort | Jean-Luc Mélenchon | Louis Aliot    |
|                                   |              |              |                  |                    |                |
| Union pour un mouvement populaire | PS- PRG- MRC | EELV - PO    | MoDem            | Front de gauche    | Front national |
| 705 900 voix                      | 465 076 voix | 415 457 voix | 225 917 voix     | 214 079 voix       | 155 806 voix   |
| 26,89 %                           | 17,72 %      | 15,83 %      | 8,61 %           | 8,16 %             | 5,94 %         |
| 4 sièges                          | 2 sièges     | 2 sièges     | 1 siège          | 1 siège            | 0 siège        |

### Résultats
Vingt-quatre listes ont été déposées dans cette circonscription, les résultats sont les suivants :
|                | Nombre    | % Inscrits | % Votants |
| -------------- | --------- | ---------- | --------- |
| Inscrits       | 6 200 794 | 100,00     |           |
| Abstentions    | 3 441 245 | 55,50      |           |
| Votants        | 2 759 549 | 44,50      |           |
| Blancs ou nuls | 134 474   | 2,17       | 4,87      |
| Exprimés       | 2 625 075 | 42,33      | 95,13     |

| Liste conduite par     | Parti | Voix    | % exprimés | Sièges |
| ---------------------- | --- | ------- | ---------- | ------ |
| Dominique Baudis       | Majorité présidentielle | 705 900 | 26,89      | 4      |
| Kader Arif             | Parti socialiste | 465 076 | 17,72      | 2      |
| José Bové              | Europe Écologie | 415 457 | 15,83      | 2      |
| Robert Rochefort       | Mouvement démocrate | 225 917 | 8,61       | 1      |
| Jean-Luc Mélenchon     | Front de gauche | 214 079 | 8,16       | 1      |
| Louis Aliot            | Front national | 155 806 | 5,94       | 0      |
| Myriam Martin          | Nouveau Parti anticapitaliste | 147 422 | 5,62       | 0      |
| Patrice Drevet         | Alliance écologiste indépendante | 111 313 | 4,24       | 0      |
| Eddie Puyjalon         | Libertas | 80 274  | 3,06       | 0      |
| Henri Temple           | Debout la République | 33 656  | 1,28       | 0      |
| Sandra Torremocha      | Lutte ouvrière | 26 760  | 1,02       | 0      |
| Jean-Claude Martinez   | L'Europe de la vie ! | 24 070  | 0,92       | 0      |
| Ixabel Echeverria      | Euskal Herriaren Alde | 5 771   | 0,22       | 0      |
| Jean Tellechea         | Euskadi Europan (Parti nationaliste basque)                                                                                         | 4 201   | 0,16       | 0      |
| Raymond Faura          | Europe Démocratie Espéranto | 3 975   | 0,15       | 0      |
| Douce de Franclieu     | Alternative libérale | 3 434   | 0,13       | 0      |
| Sylvie Barbe           | Europe décroissance | 827     | 0,03       | 0      |
| David Carayol          | Newropeans | 371     | 0,01       | 0      |
| Jean-Jacques Fanchtein | Pouvoir d'achat - Chômage - Taxes - Immigration - Insécurité - Patrons voyous - Casse du service public. Où est la rupture ? Stop ! | 266     | 0,01       | 0      |
| Vincent Jacob          | Union des gens | 232     | 0,01       | 0      |
| Robert Raich           | Parti humaniste | 102     | 0,00       | 0      |
| Alain Terrien          | Rassemblement pour l'initiative citoyenne                                                                                           | 93      | 0,00       | 0      |
| Yves Gras              | Communistes | 57      | 0,00       | 0      |
| Pierre Dulong          | Centre national des indépendants et paysans                                                                                         | 16      | 0,00       | 0      |

### Élus
| Nom                          | Liste           | Groupe parlementaire européen |
| ---------------------------- | --------------- | ----------------------------- |
| Kader Arif                   | PS              | S&D                           |
| Dominique Baudis             | UMP-NC-LGM      | PPE                           |
| José Bové                    | Europe Écologie | Verts/ALE                     |
| Françoise Castex             | PS              | S&D                           |
| Catherine Grèze              | Europe Écologie | Verts-ALE                     |
| Alain Lamassoure             | UMP-NC-LGM      | PPE                           |
| Jean-Luc Mélenchon           | FdG             | GUE/NGL                       |
| Robert Rochefort             | MoDem           | ALDE                          |
| Marie-Thérèse Sanchez-Schmid | UMP-NC-LGM      | PPE                           |
| Christine de Veyrac          | UMP-NC-LGM      | PPE                           |

## Élections européennes de 2014

### Résultats
Les 25 listes sont présentées dans l'ordre décroissant des résultats.
|                  | Nombre de voix | % inscrits | % votants |
| ---------------- | -------------- | ---------- | --------- |
| Inscrits         | 6 482 664      | 100,00     |           |
| Abstentions      | 3 403 897      | 52,51      |           |
| Votants          | 3 078 767      | 47,49      |           |
| Bulletins blancs | 93 581         | 1,44       | 3,04      |
| Bulletins nuls   | 44 103         | 0,68       | 1,43      |
| Exprimés         | 2 941 083      | 45,37      | 95,53     |

| Liste Parti | Liste Parti | Tête de liste 2e sur la liste Candidats notables                     | Voix    | % exprimés | Sièges |
| ----------- | --- | -------------------------------------------------------------------- | ------- | ---------- | ------ |
|             | « Bleu marine. Oui à la France, non à Bruxelles » Front national                                                                    | Louis Aliot Joëlle Mélin                                             | 726 782 | 24,71      | 3      |
|             | « Pour la France, agir en Europe avec Michèle Alliot-Marie » Union pour un mouvement populaire                                      | Michèle Alliot-Marie Franck Proust Marie-Thérèse Sanchez-Schmid (3e) | 544 294 | 18,51      | 2      |
|             | « Choisir notre Europe » Parti socialiste-Parti radical de gauche                                                                   | Virginie Rozière Éric Andrieu                                        | 462 711 | 15,73      | 2      |
|             | « Europe Écologie » Europe Écologie Les Verts                                                                                       | José Bové Catherine Grèze Gérard Onesta (19e)                        | 337 608 | 11,48      | 1      |
|             | « UDI-MoDem Les Européens. Liste soutenue par François Bayrou et Jean-Louis Borloo »                                                | Robert Rochefort Muriel Boulmier                                     | 253 040 | 8,60       | 1      |
|             | « Front de gauche » | Jean-Luc Mélenchon Marie-Pierre Vieu Raoul-Marc Jennar (11e)         | 252 065 | 8,57       | 1      |
|             | « Debout la France ! ni système, ni extrêmes avec Nicolas Dupont-Aignan » Debout la République                                      | Pascal Lesellier Patricia Cantagrel                                  | 91 826  | 3,12       | 0      |
|             | « Nouvelle Donne » | Joseph Boussion Cécile Monnier                                       | 88 515  | 3,01       | 0      |
|             | « Nous Citoyens » | Philippe Marty Danièle Hérin                                         | 27 029  | 0,92       | 0      |
|             | « Europe citoyenne » | Marie-Jeanne Husset Franck Deyres                                    | 25 600  | 0,87       | 0      |
|             | « Lutte ouvrière - Faire entendre le camp des travailleurs »                                                                        | Sandra Torremocha Guillaume Perchet                                  | 25 250  | 0,86       | 0      |
|             | « Force Vie » | Jean-Claude Martinez Marie Claire Danen                              | 23 087  | 0,78       | 0      |
|             | « Citoyens du vote blanc » Parti du vote blanc                                                                                      | Francis Lenne Martine Valon                                          | 21 739  | 0,74       | 0      |
|             | « Pour une Europe des travailleurs et des peuples, envoyons valser l'austérité et le gouvernement ! » Nouveau Parti anticapitaliste | Philippe Poutou Stéphanie Font                                       | 15 945  | 0,54       | 0      |
|             | « SO Pirate » Parti pirate | Eric Mahuet Corinne Gireau                                           | 14 435  | 0,49       | 0      |
|             | « UPR Sud-Ouest » Union populaire républicaine                                                                                      | Régis Chamagne Clélia Simon                                          | 8 050   | 0,27       | 0      |
|             | « Euskadi Europan » Régions et peuples solidaires                                                                                   | Jean Tellechea Sara Dominguez                                        | 7 411   | 0,25       | 0      |
|             | « Féministes pour une Europe solidaire »                                                                                            | Anne Nègre Jean-Pierre Barou                                         | 6 742   | 0,23       | 0      |
|             | « Espéranto langue commune équitable pour l'Europe » Europe Démocratie Espéranto                                                    | Monique Juy Thierry Saladin                                          | 4 714   | 0,16       | 0      |
|             | « Liste antiremplaciste - Non au grand remplacement » Parti de l'In-nocence                                                         | Renaud Camus Juliette Tavet                                          | 1 344   | 0,05       | 0      |
|             | « Occitanie, pour une Europe des peuples - Occitània, per una Euròpa dels pòbles »                                                  | Martine Gros Gilles Grande                                           | 878     | 0,03       | 0      |
|             | « Démocratie réelle » | Sami Ghazouane Camille Halut                                         | 681     | 0,02       | 0      |
|             | « Programme libertaire pour une Europe exemplaire contre le sexisme et la précarité »                                               | Nicole Pradalier Cyril Bousquet                                      | 614     | 0,02       | 0      |
|             | « Une France royale au cœur de l’Europe » Alliance royale                                                                           | Gaël Courossé Claire Lebrun                                          | 450     | 0,02       | 0      |
|             | « Parti fédéraliste européen » | Faïrouz Hondema-Mokrane Julien Fouchet                               | 273     | 0,01       | 0      |

### Élus
| Nom                  | Parti | Parti   | Parti européen                | Groupe parlementaire européen |
| -------------------- | ----- | ------- | ----------------------------- | ----------------------------- |
| Louis Aliot          |       | FN      |                               |                               |
| Joëlle Mélin         |       | FN      |                               |                               |
| Édouard Ferrand      |       | FN      |                               |                               |
| Michèle Alliot-Marie |       | UMP     | Parti populaire européen      |                               |
| Franck Proust        |       | UMP     | Parti populaire européen      |                               |
| Virginie Rozière     |       | PRG     |                               | S&D                           |
| Éric Andrieu         |       | PS      | Parti socialiste européen     | S&D                           |
| José Bové            |       | EELV    | Parti vert européen           |                               |
| Robert Rochefort     |       | MoDem   | Parti démocrate européen      | ALDE                          |
| Jean-Luc Mélenchon   |       | FG (PG) | Parti de la gauche européenne |                               |